# 木村翠
木村 翠（きむら みどり、1943年4月23日 - ）は、東京都出身の女優。身長154cm、体重52kg、バスト87cm、ウェスト74cm、ヒップ84cm、靴サイズ23cm。特技はゴルフ・料理・華道・茶道。希楽星所属。元児童劇団つきみ座所属。

## 出演

### テレビドラマ

#### NHK
- NHK連続テレビ小説第23作 マー姉ちゃん（ 1979年4月2日 - 9月29日）第24回 - 江田夫人 役
- 本日も晴天なり（1981 - 1982年） - 持田 役
- 大河ドラマ
  - 草燃える（1979年） - ふき 役
  - 獅子の時代（1980年） - 大久保夫人 役
  - おんな太閤記（1981年） - 侍女
  - 山河燃ゆ（1984年） - 加代 役
  - いのち（1986年） - 発表会の客
  - 炎立つ（1993年） - 丹後局 役
- 勇者は語らず いま、日米自動車戦争は（1983年） - 金貝容子 役
- おしん（1983年 - 1984年）
- 真田太平記（1985年 - 1986年）
- さわやか3組（1987 - 1988年） - 市川真弓の母 役
- 土曜ドラマ 官僚たちの夏 第2話、第3話(1996年)
- 黄昏流星群（1997年）
- 御宿かわせみ
- 家族模様

#### 日本テレビ系列
- 熱中時代 刑事編 第19話「敵ながら天晴れ! 声色サギ」（1979年） - バーのママ役
- 熱中時代 第2シリーズ 第26話「サギ師と裸の王様」（1981年） - 母親 役
- 太陽にほえろ!（1984年）
  - 第590話「怪盗107号」
  - 第617話「ゴリさん、見ていてください」 - ブティックイケダ店主
  - 第628話「ヒーローになれなかった刑事」 - 弥生七宝教室講師
- 火曜サスペンス劇場
  - 深く埋めて（1987年10月、PDS）
  - 小京都ミステリー 第23作「水郷柳川殺人事件」（1998年）
  - 警部補 佃次郎 第8作「女たちの事情」（1999年）
  - 十二月の花嫁（2002年）
  - 貴賓室の怪人（2002年） - 大平信江 役
  - 取調室 第18作（2002年） - 早見照子 役
  - 旅行添乗員 椿春子 ごもっともでございます（2004年） - 市原里子 役
- 新宿暴走救急隊（2000年）
- 別れさせ屋（2001年）
- ドクターカー 第3話（2016年） - 田宮夫人 役
- 悪女（わる）働くのがカッコ悪いなんて誰が言った? 第7話（2022年5月25日） - 小林の母 役

#### TBS系列
- Gメン'75
  - 第102話「思春期病棟」（1977年）
  - 第115話「午前0時・女のミステリー」（1977年） - 3年前の女
  - 第122話「18才ひと夏の経験」（1977年） - 恐喝被害者
  - 第149話「結婚式の夜の出来事」（1978年） - 菅原夫人 役
  - 第168話「夏祭りの夜の悲劇」（1978年） - 庄司夫人 役
  - 第197話「非行少女・ミキ」（1979年） - クラブのママ
- 2年B組仙八先生（1981年）
- 噂の刑事トミーとマツ
  - 第1シリーズ 第57話「トミマツ腰抜け、女は魔物だ!」（1981年）
  - 第2シリーズ（1982年）
    - 第19話「城ヶ島の対決! トミマツVS兇悪軍団」 - 美容師
    - 第28話「決ったァ! トミーの飛行機投げ」
- ザ・サスペンス 松本清張の突風（1983年）
- 不良少女とよばれて（1984年） - 半沢トキ子の母 役
- 花嫁人形は眠らない（1986年） - きもの着付け師
- 3年B組金八先生第3シリーズ第10話（1988年）- 西村千里の母 役
- こちら芝浦探偵社（1989年） - 桑原春子 役
- 十年愛（1992年）
- HOTEL 第3シリーズ 第15話「ホテルの味!?」（1994年）- 霧島の妻 役
- オトナの男（1997年）
- 月曜ドラマスペシャル
  - 十津川警部シリーズ
    - 第15作（1998年） - 小川たけ子 役
    - 第21作（2001年） - 早川敏子 役

  - マネーコンサルタント日下部刻子の事件ファイル（2000年）
- 真夏のメリークリスマス（2000年）
- 渡る世間は鬼ばかり 第5シリーズ 2000年秋のスペシャル（2000年） - 池田 役
- 昔の男 第10話「逆襲! 牙をむくマリ」（2001年）
- 月曜ミステリー劇場
  - 山村美紗サスペンス / 名探偵キャサリン 第10作「呪われたルビーの謎」（2001年）
  - 自治会長・糸井緋芽子社宅の事件簿 第2作（2002年） - 氏家聡子 役
  - 弁護士 朝吹里矢子 第3作「放火殺人の謎」（2003年）
- Love Story（2001年）
  - 第4話「思わぬ展開」
  - 第8話「またフラれるの」
  - 第10話「別れ」
- 木更津キャッツアイ（2002年） - 美礼の母 役
- 太陽の季節（2002年） - 佐原良江 役
- 末っ子長男姉三人 第2話「新妻の涙」（2003年）
- エ・アロール それがどうしたの（2003年）
- コスメの魔法 第1作（2004年） - 安田絹代 役
- 日曜劇場 砂の器 第5話「崩れ始めた嘘の人生」（2004年）
- バツ彼（2004年）
- こちら本池上署 第3シリーズ 第6話「結婚サギ師」（2004年）
- 愛の劇場 / いい女（2006年）
- きらきら研修医 第11話「内科で辞めないか?」（2007年） - 霧島里美 役
- 罠の交差点（2008年）
- 終着駅〜トワイライトエクスプレスの恋（2012年）

#### フジテレビ
- 気になる天使たち（1981年）
- 時にはいっしょに（1986年）
- 教師びんびん物語（1988年、フジテレビ / 東宝）
  - 第11話「オレの生徒に手を出すな!!」
  - 第12話「子供が消えた学校」
- 北の国から'89 帰郷（1989年）
- 世にも奇妙な物語
  - 「死体くさい」（1990年） - 勝又悦子 役
  - 「時のないホテル」（1990年）
  - 「モルモット」（1991年）
  - 「百円の脳みそ」（1991年）
  - 「ビデオドラッグ」（1991年）
  - 「5分後の女」（1998年）
  - 「僕は旅をする」（2001年） - 女将
  - 世にも奇妙な物語 2017年 深夜の特別編（2017年） - 嵐文枝 役
- NIGHT HEAD（1992年） - 関本美佐 役
- 古畑任三郎
  - 「汚れた王将」（1994年） - 中谷竜人の母 役
  - 「すべて閣下の仕業」（2004年）
- 沙粧妙子-最後の事件-（1995年） - 宮原八重子 役
- おいしい関係（1996年）
- ミセスシンデレラ（1997年）
- 彼女たちの結婚（1997年）
- 金曜エンタテイメント
  - お局探偵亜木子&みどりの旅情事件帳2（1998年7月31日） - 春日敏江 役
  - 宝石調査員 九条薫 備前～倉敷・サファイア連続殺人事件（2000年） - パーティー参加者 役
  - 黒田軟骨の女難 〜妄想癖の女〜（2001年）
  - 赤い霊柩車シリーズ18（2003年） - 松本千鶴 役
- 鬼の棲家（1999年）
- 白線流し（1999年） - 橘宮子 役
- ショカツ（2000年）
- 編集王（2000年）
- やまとなでしこ（2000年） - 壇夫人 役
- 救命病棟24時（2001年） - 鈴木さとこ 役
- アンティーク 〜西洋骨董洋菓子店〜（2001年） - 白井栄子 役
- 整形美人。（2002年）
- ダイヤモンドガール（2003年）
- 離婚弁護士 パート1 第7話「内縁の妻と本妻」（2004年）
- SUITS/スーツ（2020年） - おばあさん
- 全っっっっっ然知らない街を歩いてみたものの 第1話（2021年3月28日）

#### テレビ朝日
- ザ・ハングマンシリーズ
  - ザ・ハングマン（1981年）
    - 第17話「地獄へ送る世紀の大魔術」
    - 第42話「リモコン・ヘリ 空爆処刑」

  - 新ハングマン 第16話「疑惑の教授選につけ入るニセ処刑人」（1983年）
- 新・女捜査官 第11話「連続レイプ魔を脅すトルコ嬢」（1983年）
- 序の舞（1984年）
- 特捜最前線（1985年）
  - 第409話「ベッドタウン殺人事件の死角!」
  - 第426話「海外特派員殺人ミステリー!」
- ミスマッチ（1988年）
- 七人の女弁護士 第1シリーズ 第3話「古都金沢・加賀友禅殺人事件 罠に落ちた人妻」（1991年）
- 土曜ワイド劇場
- 松本清張スペシャル・状況曲線（1994年） - 味岡正弘の妻 役
- 混浴露天風呂連続殺人 第16作（1996年） - 村野澄代 役
- 鉄道おんな捜査官花村之梨子の事件簿（2000年）
  - 不倫の旅連続殺人（2003年）
  - 眠れぬ殺意
- おとり捜査官・北見志穂 第6作（2004年）
- スウィートデビル（1998年）
- 眠れぬ夜を抱いて（2002年）
- 松本清張 けものみち 第2・3・6・9話（2006年） - 渡辺良子 役
- 検事・鬼島平八郎 第3話「女検事の黒い秘密」（2010年11月5日） - 園長 役

#### テレビ東京
- 透明ドリちゃん 第2話「ふたりだけの秘密」（1978年） - 中川夫人 役
- 大江戸捜査網 第571話「牢破り 皆殺しの包囲網」（1982年）
- 水曜ミステリー9 / 信濃のコロンボ事件ファイル 第13作「盲目のピアニスト」（2006年） - 鹿島澄江 役
- 孤独のグルメ Season6 第7話 （2017年5月20日） - 大女将 役

#### WOWOW
- コスメティック

#### 不明
- 火消し屋小町
- くれない

### 映画
- 瀬戸はよいとこ花嫁観光船（1976年） - 婦人B
- スパイ・ゾルゲ（2003年） - 三宅華子の母 役
- 花荻先生と三太

#### Vシネマ
- 桜の代紋 血の報酬

### ラジオ
- 砂の上の雲